# Bispen
Bispen (1462 metros acima do nível do mar) é uma montanha localizada no extremo sul da estrada Trollstigen na comuna norueguesa de Rauma.

## Informações Gerais
O nome Bispen provém do finlandês, "bispo". Há duas rotas até o topo, duas das quais (Sydryggen e Østryggen) requerem alpinismo.   Nordryggen é uma rota íngreme, mas não requer alpinismo. Bispen pode ser considerada como uma das montanhas de mais fácil escalada dos famosos picos de Romsdal.

## BASE-jumping
A parede norte de Bispen mostrou-se adequada para a prática do BASE Jumping
. Desde o verão de 2006 muitos BASE Jumpers fizeram saltos utilizando o wingsuit. Em 2009 houve a morte de um sul-africano enquanto praticava o esporte na parede norte.